# Medolla
Medolla ist eine italienische Gemeinde (comune) mit 6416 Einwohnern (Stand 31. Dezember 2023) in der Provinz Modena in der Emilia-Romagna. Die Gemeinde liegt etwa 25 Kilometer nordnordöstlich von Modena. Medolla ist seit 2003 Teil der Unione Comuni Modenesi Area Nord.

## Geschichte
Mit der Schenkung der Ländereien durch Karl den Großen an die Abtei von Nonantola wird Medolla erstmals urkundlich erwähnt.

## Verkehr
Durch Medolla führen die Strada Statale 12 dell’Abetone e del Brennero sowie die frühere Strada Statale 468 di Correggio (heute eine Provinzstraße).